# Puchar Świata w narciarstwie alpejskim 2008/2009
Sezon 2008/2009 Pucharu Świata w narciarstwie alpejskim rozpoczął się 25 października 2008 tradycyjnie już w austriackim Sölden, a następne starty zaplanowano 15 listopada w Levi. Ostatnie zawody z tego cyklu zaplanowano na 15 marca 2009 w szwedzkiej miejscowości Åre.
Imprezą nr 1 sezonu były mistrzostwa świata, które odbyły się w dniach 3-15 lutego w Val d’Isère (Francja).
Puchar Narodów (łącznie) zdobyła reprezentacja Austrii, wyprzedzając Szwajcarię i Włochy.

## Puchar Świata w narciarstwie alpejskim kobiet
Wśród kobiet najlepszą zawodniczką okazała się Amerykanka Lindsey Vonn, która zdobyła 1788 punktów, wyprzedzając Niemkę Marię Riesch oraz Anję Pärson ze Szwecji.
W poszczególnych klasyfikacjach tryumfowały:
- Lindsey Vonn - zjazd
- Maria Riesch - slalom
- Tanja Poutiainen - gigant
- Lindsey Vonn - supergigant
- Anja Pärson - superkombinacja

## Puchar Świata w narciarstwie alpejskim mężczyzn
Wśród mężczyzn najlepszym zawodnikiem okazał się Norweg Aksel Lund Svindal, który zdobył 1009 punktów, wyprzedzając Benjamin Raich z Austrii oraz Didiera Cuche'a ze Szwajcarii.
W poszczególnych klasyfikacjach tryumfowali:
- Michael Walchhofer - zjazd
- Jean-Baptiste Grange - slalom
- Didier Cuche - gigant
- Aksel Lund Svindal - supergigant
- Carlo Janka - superkombinacja

## Puchar Narodów (kobiety + mężczyźni)
- 1.  Austria – 10740 pkt
- 2.  Szwajcaria – 7786 pkt
- 3.  Włochy – 6374 pkt
- 4.  Francja – 4670 pkt
- 5.  Stany Zjednoczone – 4158 pkt